# Bphone
Bphone là dòng điện thoại thông minh chạy hệ điều hành Android, được thiết kế và sản xuất bởi Công ty Cổ phần Bkav, ra mắt thế hệ đầu tiên vào ngày 26 tháng 5 năm 2015, đây là một trong những chiếc điện thoại thông minh được sản xuất bởi Việt Nam. Với tổng doanh số dưới 100.000 máy (từ Bphone 1 đến Bphone 3), thị phần của Bphone thấp dưới 1% và không xuất hiện phổ biến trên bản đồ thị trường smartphone Việt Nam.

## Lịch sử và phát hành
Ngày 26 tháng 5 năm 2015, Bphone chính thức ra mắt do CEO Nguyễn Tử Quảng của Công ty cổ phẩn Bkav. Đây cũng là lần đầu tiên Bkav tham gia sản xuất điện thoại thông minh, Bphone được giới thiệu hoàn toàn do người Việt nghiên cứu và thiết kế. Ngày 8 tháng 8 năm 2017, thế hệ thứ 2 - Bphone 2017 và Bphone 2017 Gold chính thức ra mắt. Phiên bản Bphone 2017 được bán ra vào ngày 19 tháng 8 năm 2017. Ngày 10 tháng 10 năm 2018, Bphone 3 và Bphone 3 Pro chính thức ra mắt và được chính thức phát hành đến tay người dùng vào ngày 19 tháng 10 năm 2018. Đến năm 2019, chuỗi bán lẻ và bảo hành Bphone Store được mở tại một số thành phố lớn.
Năm 2019, Bphone không còn xuất hiện tại những cửa hàng bán lẻ mà chỉ bán máy qua nhà mạng Mobifone hoặc mua online. Với tổng doanh số chỉ dưới 100.000 máy, Bphone chưa thể xuất hiện trên bản đồ thị trường smartphone Việt Nam. Ngày 10 tháng 5 năm 2020, sau nhiều đợt hoãn do dịch bệnh Covid 19, Bphone thế hệ thứ 4 được ra mắt với 4 phiên bản là: A40, A60, B86 và B86s, tại lễ giới thiệu trực tuyến thông qua Đài truyền hình Việt Nam và Facebook. Tuy nhiên, phiên bản A40 và A60 sau đó đã bị lùi lịch bán vì thiếu chứng chỉ Google
Ngày 20/3/2021, trang web của Bkav hai smartphone giá rẻ và tầm trung là A60 và A40 không còn xuất hiện. Theo ông Nguyễn Tử Quảng, CEO Bkav, việc cập nhật chứng chỉ Google Play Protect (GPP) cho hai phiên bản Bphone A40 và A60 kéo dài hơn so với dự kiến, dẫn tới thời gian mở bán không còn phù hợp với thị trường nữa. Tháng 12/2021, Bphone thế hệ thứ 5 được ra mắt với dòng sản phẩm Bphone A Series để tiếp cận nhiều hơn với thị trường Việt Nam. Cụ thể BKAV đã ra mắt 3 mẫu máy bao gồm:BPhone A40, Bphone A50 và Bphone A60. Cả 3 mẫu máy này đều là sản phẩm được sản xuất theo hình thức ODM.

## Cấu tạo
Thế hệ Bphone đầu tiên sử dụng hệ điều hành BOS, được thiết kế dựa trên hệ điều hành Android 5.1 Lollipop, và được cài sẵn phần mềm bảo mật Bkav Mobile Security. Hiện tại phiên bản mới nhất là BOS 9.1 được thiết kế dựa trên hệ điều hành Android 11
Bphone được cài đặt sẵn trình duyệt web Bchrome (còn có tên là Chim Lạc), bộ lưu trữ Bdrive. Ngoài ra, theo Bkav đây là một trong hai chiếc điện thoại chụp trước và lấy nét sau. Bphone sử dụng công nghệ giao tiếp thông tin tầm ngắn TransferJet với tốc độ lý thuyết khoảng 200 Mbps thay cho NFC.

## Tiếp nhận
Từ ngày 18/6/2015, Bphone đã được vận chuyển đến tay những người đặt mua, tuy nhiên một số người nhận được máy bắt đầu lên tiếng vì nhiều lỗi xuất hiện trên chiếc smartphone đầu tiên của BKAV. Tuy nhiên, khi Bphone mang ra bán tại chuỗi cửa hàng bán lẻ thì rất ít khách mua. Trong vòng 3 tuần từ khi lên kệ chí có 5 chiếc được bán ra trong đó có một chiếc do chính nhân viên của Bkav giả làm khách hàng đến mua. Ngay trong ngày ra mắt, độc giả nghi vấn Bkav dùng ảnh có sẵn để minh họa tính năng chụp ảnh của Bphone, Bkav còn vi phạm luật thương mại khi so sánh Bphone trực tiếp với Apple iPhone 6 Plus, đối thủ được lấy làm cạnh tranh của BPhone.
Theo báo Thanh Niên, Bphone chưa phải là hàng Việt Nam thực sự do Bkav chưa phải là một nhà sản xuất có uy tín trong thị trường này. Theo nhiều nguồn thông tin thì nhạc chuông mặc định của Bphone là sản phẩm "đạo" nhạc bài "Your Love Is A Lie" của Simple Plan. Tháng 1 năm 2016, Bphone giảm giá 3 triệu cho tất cả các phiên bản. Ngày 26 tháng 1 năm 2016, Bkav cho đổi các điện thoại cũ đã qua sử dụng như Apple iPhone, Samsung Galaxy, Sony Xperia, HTC lấy Bphone mới. 10/5/2020, Bphone B86 ra mắt. Tuy nhiên, chỉ sau hơn 1 tuần sau, nhiều người dùng bắt đầu có nhiều phản ứng cho rằng Bphone B86 đang bị lỗi nghiêm trọng. Trong đó, lỗi phổ biến nhất là vấn đề loa thoại.

## Thiết kế
Bphone là mẫu smartphone kiểu dáng phẳng.  Từ thế hệ Bphone thứ 3, Bphone 3 và Bphone 3 Pro sở hữu thiết kế tràn đáy, cạnh trên để dày để chứa camera selfie, thiết kế màn hình không tai thỏ hay khoét giọt nước. Bphone thế hệ thứ 4 cũng sở hữu phong cách thiết kế này. Đến BPhone A40/A50/A60 thì màn hình được thiết kế dạng giọt nước cùng với đó là sự quay trở lại của nút tăng giảm âm lượng (điều mà Bphone B86 trước đây đã loại bỏ)
Bphone thường được trang bị khả năng kháng nước "IP68 Plus" (IP68+) - một tên gọi do BKAV tự tạo ra do Bphone có khả năng sống sót dưới mực nước 2m trong khoảng 30 phút (do BKAV tuyên bố và không có tổ chức nào kiểm định/chứng nhận), cao hơn so với mức 1.5m của chuẩn IP68. Tuy nhiên, phiên bản iPhone 11 Pro được trang bị chuẩn IP68 nhưng lại sống sót được ở độ sâu 4 mét trong 30 phút. iPhone 12 ra mắt năm 2020 của Apple có khả năng sống sót ở mực nước sâu tới 6 mét nhưng vẫn chỉ đạt chuẩn IP68. Ủy ban kỹ thuật điện quốc tế không có và không công nhận chuẩn IP68+.

## Vấn đề liên quan

### Không có chứng chỉ Google Play Protect

Bphone chưa đạt chứng chỉ Play Protect của Google, do đó không thể tải một số ứng dụng đòi hỏi độ bảo mật cao trực tiếp trên CH Play.

Bphone chạy Android nhưng chưa đạt chứng nhận Google Play Protect. Thực tế này khiến Bphone thế hệ thứ 4: A40/A60/B86/B86s không cài được một số ứng dụng có yêu cầu cao về bảo mật. Ví dụ như app Netflix (một ứng dụng xem phim khá phổ biến tại Việt Nam) sẽ không có trên kho ứng dụng CH Play trên Bphone. Do vậy, để sử dụng Netflix, người dùng Bphone phải tải về và cài đặt thông qua các file .apk không chính chủ.
Theo thông tin trên website của Google, các thiết bị chưa được chứng nhận Play Protect có thể không an toàn. Những thiết bị này cũng phải đối mặt với nguy cơ không nhận được bản cập nhật hệ thống Android hoặc ứng dụng. Google cũng lưu ý, các ứng dụng và tính năng trên thiết bị chưa được chứng nhận Play Protect có thể không hoạt động bình thường. Dữ liệu trên thiết bị chưa được chứng nhận Play Protect có thể không được sao lưu an toàn.
Google nói rằng số lượng Bphone đưa ra thị trường chưa lớn. Nếu Bkav vượt ngưỡng 1 triệu thiết bị/năm, Google sẽ cấp chứng chỉ Play Protect cho BKAV. Chứng chỉ Play Protect của Android hiện có tên của 155 thương hiệu nhà sản xuất. Trong đó, có tên của 3 nhà sản xuất điện thoại tại Việt Nam: Mobiistar, Masstel và Vsmart. Mobiistar, Masstel là những nhà sản xuất theo mô hình có ODM tại Trung Quốc nên dùng bản quyền cấp qua đối tác của Google. Vsmart đã đạt chứng chỉ Play Protect ngay từ khi ra mắt, do trước đó đã mua lại một hãng smartphone của Tây Ban Nha là BQ.

### Nghi vấn đánh cắp thông tin người dùng
Nhiều trường hợp người dùng đã phản ánh Bphone tự gửi tin nhắn SMS về máy chủ mà không rõ lý do, đồng thời "bí mật" xoá tin nhắn đã gửi khiến cho khách hàng bị trừ tiền oan. Khi người dùng kiểm tra lại tiền cước đã sử dụng, phát hiện những dòng tin nhắn do máy gửi về máy chủ và bị trừ 250 đồng trong tài khoản. Có dấu hiệu để lộ thông tin cá nhân người dùng.